# インディアンの塔

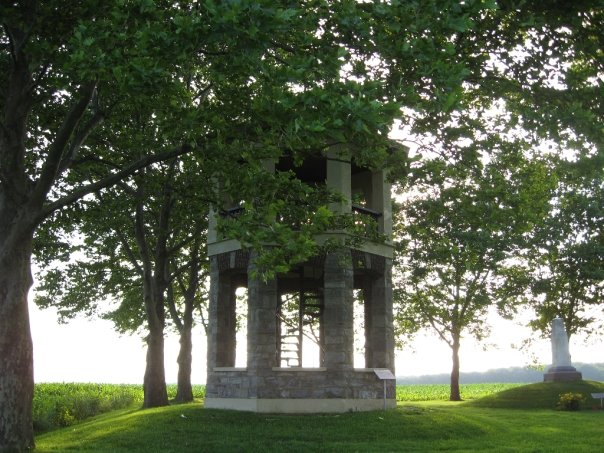
インディアンの塔

インディアンの塔（英語: Indian Tower）は、アメリカ合衆国ペンシルベニア州ナザレスにある5,000エーカー（20km2）の最高地点に位置する見張り塔。
塔の高さは30フィート。塔は第二次世界大戦中の民間防衛の見張りとして、あるいは緊急サービスの中継局として、そしてまた休息と熟考の場所といった多くの目的で使用されてきた。元の構造は、1867年にジョン・ジョーダン・ジュニアによって建てられた「サマーハウス」と呼ばれるパビリオンであった。ジョーダンは後にモラヴィア歴史協会に200ドルを寄付し、パビリオンを現在の塔に置き換え、インディアンの塔は1916年に完成した。インディアンの塔は一般的に敵対的なインディアン（ネイティブ・アメリカン）の見張りだったと考えられている。実際には、地元のネイティブ・アメリカンはペンシルベニアに同化しており、塔には、いくつかのインディアンの埋葬が含まれている。見下ろすモレイビアン墓地からその名前が付けられました。モレイビアン墓地は1744年から1762年まで使用されていたが、そこに埋葬された67人のうち、インディアンは4人だけであった。元々のインディアンは近くのウェラガミカの村から来ていたと考えられる。